# Wydawnictwo Augustana
Wydawnictwo Augustana – oficyna wydawnicza Kościoła Ewangelicko-Augsburskiego w RP z siedzibą w Bielsku-Białej, przy pl. Marcina Lutra 3, na Bielskim Syjonie. Nawiązuje do działalności Wydawnictwa „Zwiastun”. Specjalizuje się głównie w wydawnictwach Kościoła Ewangelicko-Augsburskiego. Nazwa Augustana wywodzi się od Augsburskiego Wyznania Wiary (łac. Confessio Augustana – Konfesja Augsburska). Zostało założone w kwietniu 1992.

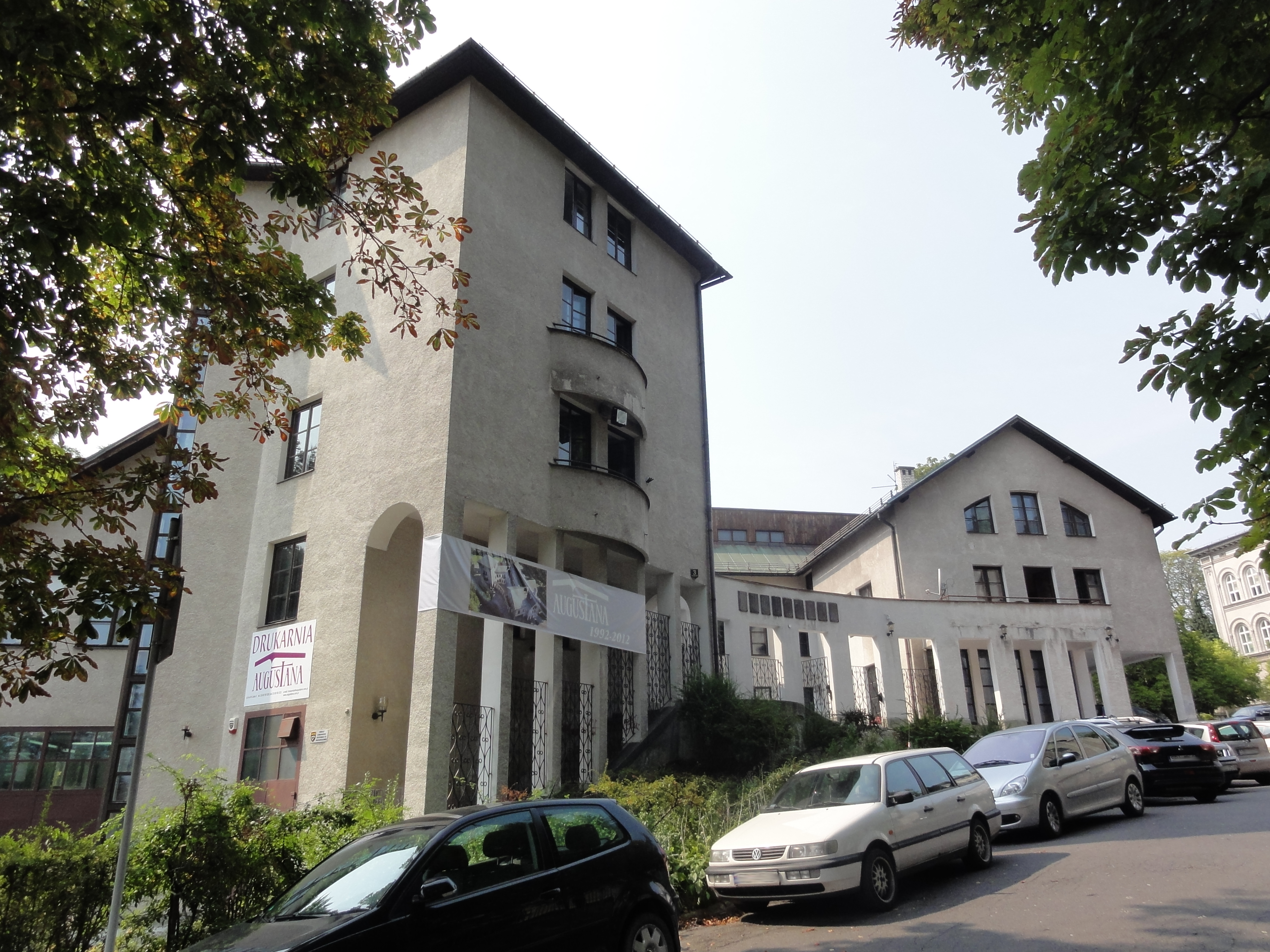
Siedziba wydawnictwa w Bielsku-Białej przy Placu Marcina Lutra 3

## Wybrane publikacje
- Łukasz Barański, Jerzy Sojka, Reformacja. Historia i teologia luterańskiej odnowy Kościoła w Niemczech w XVI wieku cz. 1 (2016)
- Łukasz Barański, Marcin Hintz, Jerzy Sojka, Reformatorzy (2013)
- Eberhard Bethge, Dietrich Bonhoeffer świadek Ewangelii w trudnych czasach, tłum. Bogusław Milerski (1996)
- Cieszyńscy ewangelicy dla Niepodległej. Wybór tekstów źródłowych, red. Jerzy Below, Magdalena Legendź (2018) ISBN 978-83-65710-21-5
- Ewangelicki śpiewnik pogrzebowy (2015)
- Chrystus i Jego Kościół, red. Marek Jerzy Uglorz (2000)
- 'Formuła zgody z 1577 roku, tłum. Józef Pośpiech, red. nauk. Manfred Uglorz, Biblioteka Klasyki Ewangelickiej t. 2 (1999)
- Leif Grane, Wyznanie augsburskie. Wprowadzenie w podstawowe myśli Reformacji luterańskiej, tłum. z jęz. niem. Kornelia Lazar, Janusz Tadeusz Maciuszko (2002)
- Adam Hławiczka, Pan zmartwychwstał (1997)
- Alfred Jagucki, Pytania wiary. Mały katechizm ks. Marcina Lutra w pytaniach i odpowiedziach (1997)
- Herbert Kern, Świadkowie Jehowy (1998)
- Jan Kliber, Radość z domu Bożego. Parafie ewangelickie na Śląsku Cieszyńskim i Opawskim po patentach tolerancyjnym i protestanckim (2013)
- Adrian Korczago, Rodzice przez duże „R” - przewodnik po wychowaniu w wierze (2016)
- Konfirmacja w dokumentach i opracowaniach Światowej Federacji Luterańskiej, red. Jerzy Sojka (2017)
- Kościół i urząd kościelny w dokumentach i opracowaniach Światowej Federacji Luterańskiej, red. Marcin Hintz, Jerzy Sojka (2014)
- Księgi Wyznaniowe Kościoła Luterańskiego (1999)
- Marcin Luter, Pisma etyczne, seria: Biblioteka Klasyki Ewangelickiej t. 6 (2009)
- Marcin Luter, Wyznanie o Wieczerzy Pańskiej, seria: Biblioteka Klasyki Ewangelickiej t. 3 (1999)
- Karol Macura, Patrzeć, dostrzec, zrozumieć. O ewangelickiej wrażliwości na sztukę (2016) ISBN 978-83-62109-91-3
- Na drodze pojednania. 50-lecie Memorandum Wschodniego Kościoła Ewangelickiego w Niemczech. Auf dem weg zur versöhnung. Zum 50. jahrestag der Ostdenkschrift der Evangelischen Kirche in Deutschland, red. Marcin Hintz, Ireneusz Lukas (2015)
- Marian Niemiec, Nauka o usprawiedliwieniu w dialogu Luterańsko-Rzymskokatolickim (2011)
- Filip Jakub Spener, Pia desideria, tłum. Małgorzata Platajs, Biblioteka Klasyki Ewangelickiej t. 5 (2002)
- Rodzina Burschów. Opowieści o polskich ewangelikach, red. Karol Karski, Aleksander Łupieńka (2016) ISBN 978-83-62109-86-9
- Jan Szarek, Niosła mnie radość służby. Wspomnienia z czasów przemian (2016) ISBN 978-83-62109-85-2
- Werner H. Schmidt, Wprowadzenie do Starego Testamentu (1997)
- Jan Szturc, Ewangelicy w Polsce. Słownik biograficzny XVI-XX w. (1998)
- Manfred Uglorz, Izrael ludem Jahwe. Zarys starotestamentowej antropologii teologicznej (2012)
- Manfred Uglorz, Marcin Luter Ojciec Reformacji (1995)
- Marek Jerzy Uglorz, Ekologiczne wątki w biblijnej historii zbawienia (2010)
- Marek Jerzy Uglorz, Jezus Chrystus wczoraj i dziś, ten sam i na wieki. Chrystologiczne wyznanie Listu do Hebrajczyków (2009)
- Andrzej Wantuła, Okruchy ze Stołu Pańskiego (2005)
- Tadeusz Wegener, Juliusz Bursche – biskup w dobie przełomów (2003)
- Tadeusz Wojak, Zarys historii Kościoła (1995) ISBN 83-85970-33-9
- Wyznanie augsburskie (Konfesja Augsburska) z 1530 roku. 95 tez ks. Marcina Lutra z 1517 roku, tłum. z jęz. niem. Andrzej Wantuła, tłum. z jęz. łac. Janusz Włodzimierz Jackowski, Biblioteka Klasyki Ewangelickiej t. 1 (1999)
- Życie i wiara 1. Podręcznik do nauczania kościelnego religii ewangelickiej (2005) ISBN 83-88941-60-7
- Życie i wiara 2. Podręcznik do nauczania kościelnego religii ewangelickiej (2005) ISBN 83-88941-62-3[2]